# Delias klossi
Delias klossi är en fjärilsart som beskrevs av Rothschild 1915. Delias klossi ingår i släktet Delias och familjen vitfjärilar. Inga underarter finns listade i Catalogue of Life.